# Добрівляни (Ходорівська міська громада)
Добрівля́ни — село в Україні, у Стрийському районі Львівської області. Населення становить 489 осіб. Орган місцевого самоврядування — Ходорівська міська рада. В селі знаходиться дерев'яна церква Покрова Пр. Богородиці 1922.

## Історія
Село згадується 12 грудня 1460 р.

## Символіка

### Герб
На щиті, перетятому хвилясто на срібне й лазурове, перетяте млинове колесо змінних з полями кольорів. В зеленій главі три золотих дубових листка, середній в стовп, бічні в перев'язи справа і зліва. Щит обрамований золотим декоративним картушем i увінчаний золотою сільською короною.

## Політика

### Парламентські вибори, 2019
На позачергових парламентських виборах 2019 року у селі функціонувала окрема виборча дільниця № 460363, розташована у приміщенні школи.
Результати
- зареєстровано 303 виборці, явка 71,95%, найбільше голосів віддано за «Слугу народу» — 27,06%, за «Європейську Солідарність» — 18,81%, за «Голос» — 12,39%.[3] В одномандатному окрузі найбільше голосів отримав Андрій Кіт (самовисування) — 44,24%, за Андрія Гергерта (Всеукраїнське об'єднання «Свобода») — 20,74%, за Володимира Наконечного (Слуга народу) — 16,13%[4].

## Відомі люди
- Кецало Зеновій Євстахович (1919–2010) — український художник.
- Павлишин Юрій Іванович (1973-2022). Народився у с. Добрівляни, проживав у Ходорові, Герой України, учасник АТО 2014- 2015 рр. 16 квітня 2022 року загинув у м. Попасна захищаючи незалежність України.